# Pandanus stenocarpus
Pandanus stenocarpus är en enhjärtbladig växtart som beskrevs av Hermann Maximilian Carl Ludwig Friedrich zu Solms-Laubach. Pandanus stenocarpus ingår i släktet Pandanus och familjen Pandanaceae. Inga underarter finns listade.